# Ивановский сельсовет (Ставропольский край)
Ивановский сельсове́т — упразднённое сельское поселение в составе Кочубеевского района Ставропольского края Российской Федерации.
Административный центр — село Ивановское.

## География
Находится в южной части Кочубеевского района.

## История
С 16 марта 2020 года, в соответствии с Законом Ставропольского края от 31 января 2020 г. № 7-кз, все муниципальные образования Кочубеевского муниципального района были преобразованы путём их объединения в единое муниципальное образование Кочубеевский муниципальный округ.

## Население
| 1989    | 2002    | 2010    | 2011    | 2012    | 2013    | 2014    |
| ------- | ------- | ------- | ------- | ------- | ------- | ------- |
| 8507    | ↗10 323 | ↗11 171 | ↘11 155 | ↘11 051 | ↘11 009 | ↘10 946 |
| 2015    | 2016    | 2017    | 2018    | 2019    | 2020    |         |
| ↘10 909 | ↗10 984 | ↗10 992 | ↘10 872 | ↘10 735 | ↘10 672 |         |

### Национальный состав
По итогам переписи населения 2010 года проживали следующие национальности (национальности менее 1 %, см. в сноске к строке "Другие"):
| Национальность | Численность | Процент |
| -------------- | ----------- | ------- |
| Русские        | 9462        | 84,70   |
| Цыгане         | 680         | 6,09    |
| Украинцы       | 254         | 2,27    |
| Армяне         | 241         | 2,16    |
| Другие         | 534         | 4,78    |
| Итого          | 11 171      | 100,00  |

## Состав сельского поселения
| № | Населённый пункт | Тип населённого пункта       | Население |
| - | ---------------- | ---------------------------- | --------- |
| 1 | Весёлое          | село                         | ↗1327     |
| 2 | Воронежское      | село                         | ↘1088     |
| 3 | Ивановское       | село, административный центр | ↗8354     |
| 4 | Калиновский      | хутор                        | ↘300      |
| 5 | Петровский       | хутор                        | ↘400      |
| 6 | Черкасский       | хутор                        | ↗200      |

## Местное самоуправление
- Совет депутатов муниципального образования Ивановского сельсовета, состоит из 15 депутатов, избираемых на муниципальных выборах по многомандатным избирательным округам сроком на 5 лет
- Администрация муниципального образования Ивановского сельсовета

Председатели совета депутатов
- Солдатов Анатолий Иванович

Главы администрации
- с 13 марта 2011 года — Солдатов Анатолий Иванович, глава сельского поселения

## Инфраструктура
- Участковая больница. В 2006 году была признана лучшей участковой больницей Ставропольского края.
- Три ФАПа
- Торговое и бытовое обслуживание населения осуществляет 61 торговое предприятие, пять парикмахерских, пекарня, мастерская по ремонту сложной бытовой техники, швейный цех, рынок.
- Колхоз-племзавод им. Чапаева
- Три промышленных предприятия
- Войсковая часть

## Образование
- Детский сад № 8 «Солнышко»[21]
- Детский сад № 25 «Колокольчик»
- Детский сад № 27
- Начальная школа
- Средняя общеобразовательная школа № 9
- Средняя общеобразовательная школа № 15
- Детская музыкальная школа

## Памятники
- Братская могила 12 воинов, погибших в годы гражданской войны за власть советов. 1918—1920, 1950 года[22]
- Памятник воинам-землякам, погибшим в годы Великой Отечественной войны 1941—1945 гг. 1975 год[23]